# Garth Allen
Garth Allen, vlastním jménem Donald A. Bradley (16. května 1925 Bruning, USA – 25. dubna 1974 Tucson, USA), byl americký astrolog a publicista. Je považován za jednoho z hlavních představitelů sideralistické astrologie.

## Biografie
Astronomii začal studovat ve svých 13 letech a tato studia ho přivedla ke studiu starých astrologických nauk. O deset let později již jako redaktor časopisu American Astrology vedl rubriku o astrologii a psychoanalýze. Později vybudoval vlastní rubriku Siderické perspektivy. Jméno Garth Allen začal používat od roku 1955.
Zajímal se o statistické výzkumy v astrologii francouzského psychologa a statistika Gaquelina a prováděl vlastní statistické průzkumy na různá témata (např. zkoumal astrologické predispozice k povoláním, alkoholismu, zdravotním problémům či důlním neštěstím). Spolu se svým přítelem Cyrilem Faganem se stal vůdčí osobností Sideralistické školy, která usilovala o prosazení užívání siderického ekválního zvěrokruhu do astrologie. Na sideralistickém hnutí se kromě své rozsáhlé publikační činnosti podílel zejména zpřesňováním výpočtu synetického jarního bodu (SVP) a mnoha vlastními astronomickými výpočty pro Faganovy historické studie. Zejména jeho zásluhou začali západní sideralisté používat jako fiduciální hvězdu Aldebaran namísto Spiky, tradičního fiduxu indické astrologie. Ještě později obrátil jejich pozornost k slunečnímu apexu.

## Dílo
- Solar and Lunar Returns (1948) (česky: Solární a lunární revoluce, Dobra, Praha 2002)
- Proffession and Birthdate
- The Paralax Problem in Astrology
- Taking The Kid Gloves Off Astrology
- Stockmarket Prediction
- Crime and the Horoskop